# Max Dauphin
Max Dauphin (* 26. August 1977 in Luxemburg-Stadt, Luxemburg; † 6. September 2024 in Seignosse, Frankreich) war ein luxemburgischer Maler.

## Leben und Wirken
Max Dauphin wurde schon als Kind künstlerisch tätig, der Sohn eines Grafikdesigners zeichnete gerne. Später ging er zum Studium nach Marseille, wo er in der Graffiti-Szene und als Straßenkünstler tätig war.
In seiner Kunst nutze er auch Typographie, war Mitglied eines Künstlerkollektivs und stellte sich auch dem Thema Tierschutz und Vegetarismus in der Malerei.
Seine erste Einzelausstellung hatte er 2007 in Luxemburg, 2009 folgte seine erste in Deutschland, Saarbrücken.
Er lebte stellenweise in der Mongolei, wo er auch in der Hauptstadt Ulan-Bator ausstellte. Dann folgte ein Aufenthalt in New York City von 2011 bis 2013, wo er auch ausstellte. Ebenso lebte er von 2014 bis 2015 in Dakar, Senegal, wo Ausstellungen erfolgten.
Gemeinschaftsausstellungen hatte er in einer Galerie in London, im Institut français in Rom und im Zuge einer Ausstellung in Beirut.
Max Dauphin war verheiratet und Vater zweier Kinder. Er starb am 6. September 2024 in Seignosse im Alter von 47 Jahren an den Folgen eines Unfalls.